# Слов'яносербська мова
Слов'яносербська мова (самоназва: славяносербскій або славено-сербскiй; серб. славеносрпски/slavenosrpski) — літературна мова сербів Воєводини у Австрійській імперії з середини 18 століття до перших десятиліть 19 століття, повністю занепала бл. 1870-их. Мова була мішаниною церковнослов'янської мови московської редакції, розмовної сербської (на основі штокавського діалекту) та церковнослов'янської мови сербської редакції з різними спробами стандартизації.

## Приклад
Речення з газети Славено-сербскія вѣдомости, написане Стефаном Новаковичем:
| Слов'яносербська | Сучасна сербська | Переклад |
| --- | --- | --- |
| Честь имамъ всѣмъ Высокопочитаемымъ Читателемъ обявити, да безъ сваке сумнѣ намѣренъ есамъ, ону достохвалну и цѣлому Сербскому Роду преполезну ИСТОРИЮ СЕРБСКУ, от коесамъ цѣло оглавленïе давно сообщïо, печатати. | Част имам објавити свим Високопоштованим Читаоцима да сам без сваке сумње намерен штампати ону доста хваљену и целоме Српском Роду прекорисну ИСТОРИЈУ СРПСКУ, од које сам цело поглавље давно саопштио. | Маю честь повідомити всім Високошанованим Читачам, що я, поза всяким сумнівом, маю намір друкувати цю досить вартісну і всьому Сербському Роду прекорисну ІСТОРІЮ СЕРБСЬКУ, якої цілий розділ я був опубліковав довгий час тому. |